# ماست

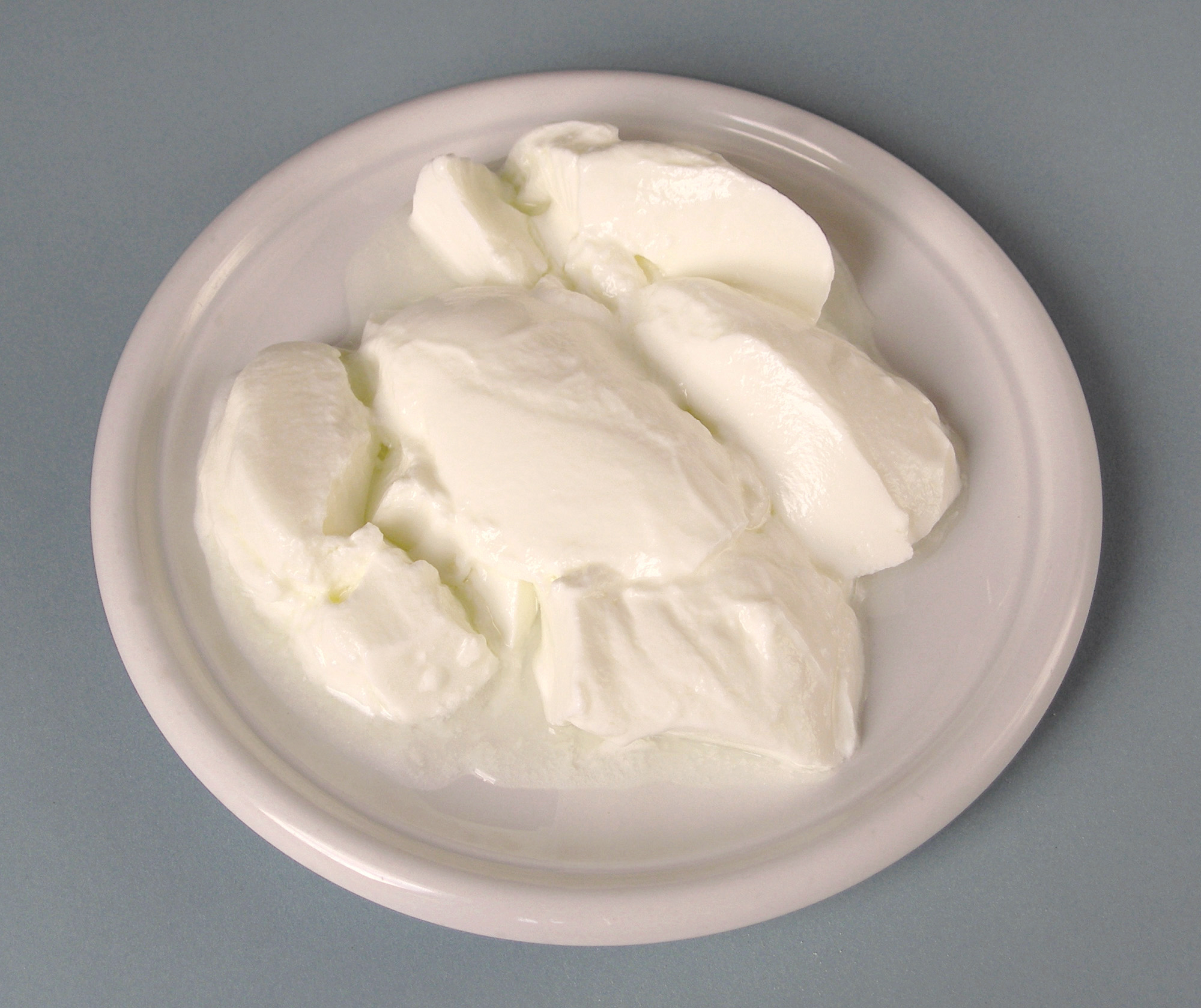
ماست

ماست، یکی از فراورده‌های شیر است که با تخمیر توسط باکتریها تولید می‌شود و بهتر است با غذا خورده شود. در این فرایند، لاکتوز موجود در شیر به اسید لاکتیک تبدیل می‌شود. ماست اغلب از شیر گاو، گاومیش، گوسفند، بز و سایر حیوانات اهلی تولید می‌گردد.

## تاریخچه
به غیر از زبان‌های ایرانی مانند فارسی و کردی در دیگر زبان‌های دنیا (البته در ترکی آذربایجانی قاتوق گفته می‌شود) غالباً نام یوقورت را به‌کار می‌گیرند که ریشه در زبان ترکی دارد. پانصد سال قبل از میلاد مسیح در تاریخ هند و ایران باستان به ماست اشاره شده است اینطور که مشخص می‌باشد در این مناطق به دلیل رواج دامپروری مشتقات شیر نسبت به سایر مناطق از تنوع بیشتری برخوردار بوده که ماست از جمله آن می‌باشد.
یک زیست‌شناس روسی عقیده داشت که لاکتوباسیلوس برای سلامتی مفید است، او سعی نمود که استفاده از ماست را در سرتاسر اروپا رواج دهد. به دنبال آن در سال ۱۹۱۹ میلادی اولین کارخانه صنعتی تولید ماست در شهر بارسلونای اسپانیا احداث شد و مصرف ماست روز به روز افزایش یافت. اما اولین ماست‌ها احتمالاً به‌طور تصادفی تهیه شدند؛ یعنی زمانی که شیر را برای حمل و نقل داخل کیف‌هایی که از پوست بز درست شده بود می‌ریختند، باکتری موجود در پوست بز، شیر را تخمیر نموده و ماست به دست می‌آمد.

## تخمیر و خواص شیمیایی
ماست از تخمیر قند شیر به نام لاکتوز حاصل می‌شود. باکتری ویژه تهیه ماست، لاکتوز را به اسید لاکتیک تبدیل می‌کند و به علاوه به ماست بافت ژل مانندی می‌دهد. به دلیل وجود اسید لاکتیک، ماست مزه تند و ترشی پیدا می‌کند.
جهت تهیهٔ ماست باید باکتری مخصوص را داخل شیر پاستوریزه شده ریخت. دمای شیر(۴۰ تا ۴۶ درجه سانتیگراد) و همچنین شرایط محیط برای تهیه ماست بسیار حائز اهمیت است. این باکتری، قند موجود در شیر را تجزیه نموده و اسید لاکتیک تولید می‌کند. به دلیل وجود این اسید، پی اچ شیر پایین رفته و پروتئین موجود در شیر به صورت تودهٔ جامدی در می‌آید.
معمولاً از ترکیب چند نوع باکتری به نام‌های استرپتوکوکوس سالیواریوس و لاکتوباسیلوس بلگاریکوس و بتاکوکوس سیترووس و استرپتوکوکوس دی استیل لاکتیک استفاده می‌شود. اگر پس از انجام عمل تخمیر روی شیر، ماست به دست آمده را حرارت ندهیم تا باکتری‌های موجود در آن کشته شوند، به عنوان ماستی که باکتری زنده و فعال داخلش وجود دارد به فروش رسیده و اغلب افراد عقیده دارند که این ماست، دارای ارزش غذایی بسیار بالایی است. البته معمولاً ماست را پس از تهیه پاستوریزه می‌کنند که باکتری‌های موجود در آن کشته شود. این نوع ماست پاستوریزه را تا چند ماه می‌توان حتی بیرون از یخچال نگهداری نمود. طرفداران این دو نوع ماست هر کدام سعی می‌کنند با انجام تحقیقات مختلف، تفاوت در مواد مغذی این ماست‌ها را نشان دهند و بیان می‌کنند که هر کدام چه کاستی‌هایی دارند.
ماست‌هایی که پس از تهیه، پاستوریزه نمی‌شوند آنزیمی برای تجزیه لاکتوز دارند، بنابراین افرادی که به لاکتوز حساسیت دارند، با خوردن این نوع ماست متوجه شده‌اند که پس از مصرف، مشکلاتی که با خوردن لبنیات در آن‌ها بروز پیدا می‌کند دیگر دیده نمی‌شود.

## انواع ماست

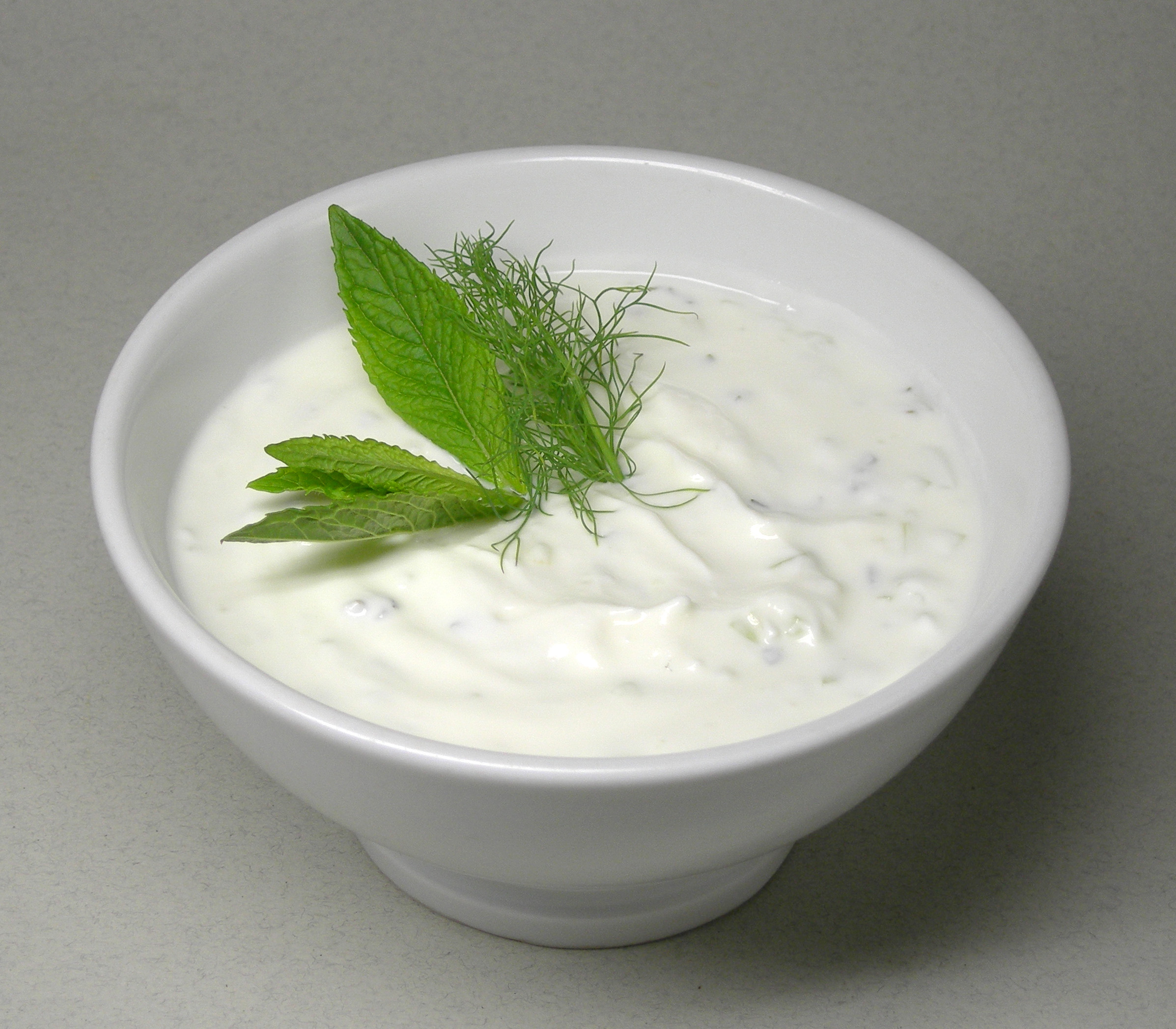
نوعی ماست

ماست‌ها را معمولاً به صورت شیرین و گاه به صورت ترش، و با طعم‌های مختلف به فروش می‌رسانند.
- ماست میوه‌ای از افزودن انواع میوه‌جات تهیه می‌شود که علاوه بر ایجاد طعم‌های مختلف ماست، طعم ترش آن را کاهش دهد.
- ماست خامه‌ای از مخلوط کردن شیر با خامه تهیه می‌شود تا میزان چربی شیر را به ۱۰ درصد برساند. معمولاً این نوع ماست را به همراه عسل به عنوان نوعی دسر مصرف می‌کنند.
- ماست موسیر را از ماست با سیر یا موسیر له‌شده تهیه می‌کنند. گاهی هم حتی با سبزی ریز شده مخلوط می‌کنند و طعم‌های مختلفی از ماست ایجاد می‌نمایند.
- ماست چکیده از آبگیری ماست معمولی درست می‌شود. این کار را با گذراندن ماست معمولی از صافی‌های پارچه‌ای انجام می‌دهند.
- ماست و خیار هم نوعی ماست است که پس از آنکه ماست چکیده با کمی آب زده شد، خیار و نعنا و سیر در ماست ریخته می‌شود و نمک و فلفل بدان می‌پاشند و هم می‌زنند. معمولاً با نعنای خشک و برگ گل گلاب نیز آن را می‌آرایند.[۲]
- ماست اسپار: این ماست از طردوغ به آن مخلوطی از نمک و دانه‌های گیاهان دارویی از قبیل: قلمفر (میخک) و شمبری (شنبلیله)، سیاه دانه و… که بو داده شده‌اند به همراه نمک و در داخل مشکهای مخصوص نگهداری اسپار می‌ریزند تا این ماست تهیه شود.[۳]

## طرز تهیه ماست
مواد لازم:
شیر=۱ لیتر(۵پیمانه)
ماست=۲قاشق سوپخوری
طرز تهیه:
بسیاری از مردم در خانه خود ماست تهیه می‌کنند. برای تهیه ماست در خانه می‌توانید از شیر و مقدار کمی از ماستی که از بیرون خریده‌اید، به جای باکتری استفاده کنید. یکی از ساده‌ترین دستورالعمل‌ها استفاده از یک لیتر شیر کم چرب می‌باشد.
نخست شیر را می‌جوشانیم. می‌گذاریم کمی سرد شود به حدی که دست را نسوزاند. نکته حساس، حد گرمی شیر است که باید انگشت گرمی آن را کاملاً حس کند بدون آنکه انگشت را بسوزاند. بعد قاشق ماست را از کنار ظرف داخل شیر می‌ریزیم. ظرف را آهسته تکان می‌دهیم تا شیر با ماست کمی مخلوط شود، بدون آنکه آن را بهم بزنیم. بعد بشقابی را روی دهانه ظرف می‌گذاریم و روی آن را با پارچه کلفتی مثل پتو می‌پوشانیم. ۴ تا ۵ ساعت باید بماند تا ماست بسته شود و سرد شود. بعد روی آن را باز کرده در جای خنکی می‌گذاریم تا کاملاً سرد شود. توضیح آنکه اگر ماست آب انداخت و بره بره شد، شیر زیاد داغ بوده و اگر ماست نبست، شیر سرد بوده یا مایه ماست آن، که همان دو قاشق است کم بوده است؛ یعنی در اندازه‌گیری شیر و ماست دقت نشده است. ممکن است ماست را با کمی شیر مخلوط نموده بعد شیر را ریخت. در اینصورت ماست رویه نمی‌بندد.
بنابراین مراحل تهیهٔ ماست به ترتیب بدین شرح است:
- شیر پاستوریزه را روی حرارت بگذارید تا دمایش به ۸۵ درجه سانتی گراد برسد. وقتی به این دما رسید، به مدت دو دقیقه بگذارید روی حرارت بماند تا میکروب‌های آن نابود شوند.
- این شیر پاستوریزه شده را داخل ظرف بلند و کاملاً استریل شده‌ای بریزید و اجازه دهید تا خنک شود و دمایش به ۴۳ درجه سانتی گراد برسد.
- نصف فنجان (معادل ۱۲۰ میلی لیتر) ماست گرم به شیر اضافه نموده و روی ظرف را کاملاً بپوشانید.
- تقریباً ۶ ساعت بعد، مخلوط ما تبدیل به یک ماست شل و قابل خوردن شده است؛ به شرطی که دمای مخلوط در تمام این مدت، دقیقاً ۴۳ درجه سانتی گراد باشد.
- اگر وسیله‌ای برای کنترل دمای مخلوط ندارید، می‌توانید این مخلوط را داخل فری که تنها شمعک آن روشن است قرار دهید. هرچه دمای مخلوط از ۴۳ درجه کمتر باشد، مدت بیشتری طول می‌کشد که ماست جامد شود. ماست زمانی آماده است که وقتی ظرف را کج می‌کنید، دیگر حالت آبکی نداشته باشد و به راحتی تکان نخورد.

برای تخمیر شیر، دما بسیار با اهمیت می‌باشد. برای مدت چند ساعت، دمای شیر باید ۴۳ درجه سانتی گراد باقی بماند. در تهیهٔ صنعتی ماست، ثابت ماندن شیر در این دما را دستگاه‌های ماست‌سازی انجام می‌دهند. همچنین مسئلهٔ پاکیزگی و عاری بودن ظروف و وسایل از هر گونه آلودگی، بسیار حائز اهمیت می‌باشد.

## ارزش غذایی
از نظر تغذیه‌ای، ماست ماده غذایی مفیدی می‌باشد که سرشار از پروتئین و برخی انواع ویتامین ب است. املاح موجود در آن زیاد بوده و در عوض، میزان چربی آن با میزان چربی شیری که ماست از آن تهیه شده برابر می‌باشد.
ماست نیز مانند بقیه هم گروه‌های خود منبع بسیار خوب منیزیم و کلسیم، فسفر، اسید پانتوتنیک و روی است. کلسیم موجود در ماست، در حفظ سلامت سلول‌های روده‌ای نیز مفید است. جالب است بدانید، مواد غذایی پروبیوتیک به افزایش سطح ایمنی بدن نیز کمک می‌کنند.
خواص ماست
- اشتها آور
- چاق‌کننده
- دفع سمومات
- رفع یبوست
- خاصیت ضد میکروبی
- خاصیت ضد سرطانی
- خاصیت کاهنده چربی خون
- زیبایی

## فراورده‌های ماست

### دوغ
دوغ، نوعی نوشیدنی است که از ماست تهیه می‌شود. دوغ شور را با ادویه جات از جمله فلفل مخلوط می‌نمودند. برای تهیه نوع شیرین، گلاب، انبه یا لیمو را با دوغ مخلوط می‌کردند. در ایران و ترکیه از این نوشیدنی استفاده می‌شود. هندی‌ها نیز دوغی ویژه خود به نام لاسی تهیه نمودند که دو طعم مختلف داشت: شور و شیرین.
دوغ را از مخلوط کردن ماست با آب و نمک و دیگر مواد افزودنی از جمله اسانس نعنا تهیه می‌کنند. از سال ۲۰۰۲ میلادی، استفاده از دوغ‌های شیرین که به لاسی شیرین شباهت داشت در ایالات متحده آمریکا مرسوم شد. مردم آمریکا به این فرآورده لبنی، نوشیدنی ماست می‌گویند.